# Прапор Красногорського району
Красногорський район Московської області Росії має власну символіку: герб та прапор. Сучасна версія була ухвалена — 21 лютого 2002 року.

## Опис
Прапор Красногорського району являє собою полотно із співвідношенням сторін 2:3 та відтворює композицію герба району